# Rozgrywki regionalne w Grecji w piłce nożnej (1922/1923)
Rozgrywki regionalne (1922/1923) były 2. edycją piłkarskich rozgrywek regionalnych w Grecji. Zmagania toczyły się niezależnie w kilku regionach tego kraju. Ich celem było wyłonienie nieoficjalnego mistrza Grecji, którym została drużyna Piraikos Syndesmos. Najpopularniejsze rozgrywki odbywały się wśród zespołów skupionych w okolicach Aten i Pireusu. 

## Mistrzostwa Aten i Pireusu
Oryginalna nazwa tych rozgrywek to Enosi Podosferikon Somation Athinon Pireos. Ich zwycięzcą został zespół Piraikos Syndesmos. 
Niestety nie są znane pozostałe drużyny biorące udział w tych rozgrywkach.

## Mistrzostwa Salonik
Zwycięzcą rozgrywek został zespół Aris FC. 
Oprócz tej drużyny w rozgrywkach brało udział jeszcze 5 klubów:
- YMCA
- Efor Sportive
- Iraklis AS
- Max Nordau
- Megas Alexandros

## Finał
Piraikos Syndesmos - Aris FC 3-1